# Waltzburg
Waltzburg is een Nederlandse indieband uit Nijmegen. De band bestaat uit zanger Menno Krivokutya, gitarist Jesse Smits, zangeres Nicole Jansen, toetsenist/bassist Joost Klapmuts en drummer Luuk Gerards.

## Biografie
Waltzburg ontstond in het Nijmeegse nachtleven, toen de op dat moment 19-jarige Menno Krivokutya en Jesse Smits met elkaar bevriend raakten. Krivokutya raakte met Smits bevriend omdat Smits een Gibson-gitaar zou bezitten. De vriendschap tussen Krivokutya en Smits legden de basis voor de oprichting van Waltzburg. Vanaf de oprichting voegde ook zangeres Nicole Jansen, die een relatie heeft met Krivokutya, zich bij de band. In 2023 kwam drummer Luuk Gerards bij de band.
In 2017 deed Waltzburg mee aan de Popronde en in de daaropvolgende jaren bouwde de groep een solide live-reputatie op.
Waltzburg kreeg in 2018 voor het eerst airplay op NPO 3FM met de single Neon. Later, in oktober 2019, verscheen hun debuutalbum Cut the Wire. De single Gotor kreeg eind 2019 ook veel airplay op NPO 3FM en werd vooral tijdens 3FM Serious Request 2019 veelvuldig gedraaid. In april 2020 bracht Waltzburg het nummer Cleo uit, en in september dat jaar volgde Sure Shine. De single In Between kwam in maart 2021 op de markt. Deze drie liedjes zijn terug te vinden op de EP Let's All Pretend, die in april 2021 uitkwam.
Het tweede studioalbum, Black Cat on Your Doormat, verscheen in oktober 2024. Dit album bevatte meer synthesizers van de vorige werken van Waltzburg. In 2025 ging de band met het album op tournee.

## Discografie

### Studioalbums
- Cut the Wire (2019)
- Black Cat on Your Doormat (2024)

### EP's
- Let's All Pretend (2021)

### Singles
- Neon (2018)
- Friends (2019)
- Eyes Shut (2019)
- Consensus (2019)
- Gotor (2019)
- Cleo (2020)
- Sure Shine (2020)
- In Between (2021)
- Decisions (2024)
- Back of the Bus (2025)
- The Fall (2025)